# منعم العابد
منعم العابد الرياضي الوحيد الذي مثل تونس في أول مشاركة لها في الألعاب البارالمبية الصيفية في سيول 1988, و أهدى لتونس أولى ميدالياتها.

## الألعاب البارالمبية
- ميدالية برونزية م3000 cross country C6 في سيول 1988
- ميدالية برونزية م400 C6 في سيول 1988

## مواضيع ذات علاقة
تونس في الألعاب البارالمبية